# دومنیکو دل جودیس
دومنیکو دل جودیس (انگلیسی: Domenico Del Giudice؛ زادهٔ ۱۲ دسامبر ۲۰۰۰) بازیکن فوتبال است.
از باشگاه‌هایی که در آن بازی کرده‌است می‌توان به باشگاه فوتبال یوونتوس اشاره کرد.